# 在中華民国ナウル大使館
在中華民国ナウル大使館（英語: Embassy of Nauru in the Republic of China、繁体字中国語: 諾魯駐中華民國大使館）は、ナウルが中華民国（台湾）の首都台北市に設置していた大使館である。

## 沿革
2005年5月14日に両国間の外交関係が再開された後、2007年3月27日に大使館が開設された。2024年1月15日、中華民国（台湾）がナウルと断交して大使館も閉鎖された。

## 住所
台北市士林区天母西路62巷9號11樓

## 大使
2019年9月9日、ジャーデン・ケファスが蔡英文総統に信任状を捧呈して、特命全権大使に就任した。2024年1月15日に両国が断交したため、彼が最後の大使となった。